# هیچ دوستی به جز کوهستان
رفیقی نه مگر کوهستان: نوشته‌ای از زندان مانوس (به انگلیسی: No Friend But the Mountains: Writing from Manus Prison) کتابی در قالب شرح حال از نویسنده کرد ایرانی بهروز بوچانی در مورد گرفتار بودنش در اردوگاه پناهندگان مانوس است.

## نگارش
بهروز بوچانی در میانه نوشتن این کتاب بارها نوشته‌های دستی او توسط نیروهای امنیتی جزیره مانوس ضبط شدند. بعد از این اتفاق او تصمیم گرفت. کتاب رفیقی نه مگر کوهستان را در ۵ سال با پیامک‌هایی که با پیام‌رسان فوری واتس‌اپ برای دوستش امید توفیقیان در استرالیا می‌فرستاد و امید توفیقیان آن را از زبان فارسی به زبان انگلیسی برگردان می‌کرد.
بوچانی سفر خود با قایق از اندونزی و گرفتار شدنش در جزیره مانوس را در کتاب شرح می‌دهد. او برای نوشتن این کتاب از زبان شاعرانه استفاده کرده و چارچوبی تحلیلی از آنچه «سیستم غالب» زندان مانوس می‌نامد برساخته است (اصطلاحی که از الیزابت شوسلر فیورنزا گرفته شده است). او به دقت تحلیل می‌کند که چگونه این زندان به‌طور سیستماتیک رژیمی از محرومیت را اجرا می‌کند تا زندانیان را با ناامیدی شکنجه دهد.

## برگردان
کتاب توسط امید توفیقیان از فارسی به انگلیسی برگردان شده است. توفیقیان در مقدمه می‌گوید: «رفیقی نه مگر کوهستان کتابی است که می‌تواند به درستی در کنار آثار متنوعی مانند از اعماق نوشته اسکار وایلد، دفتر زندان نوشته آنتونیو گرامشی، مردان می‌میرند نوشته وله سوینکا، و نامه‌ای از زندان بیرمنگام نوشته مارتین لوتر کینگ جونیور در گونه ادبیات زندان یا حبسیه جای بگیرد.»

## دربارهٔ نویسنده و مترجم

### بهروز بوچانی
بهروز بوچانی، نویسندهٔ کتاب، فارغ‌التحصیل کارشناسی دانشگاه تربیت معلم تهران (دانشگاه خوارزمی) و کارشناسی ارشد جغرافیای سیاسی و ژئوپلیتیک از دانشگاه تربیت مدرس تهران است. او در هنگام زندگی در ایران مقالاتی در نشریه کردی وریا چاپ کرده بود و نوشته‌های او در خارج از ایران مورد توجه نشریات زیادی قرار گرفتند. از جمله د ساندی پیپر، هافینگتن پست، نیو متیلدا، فایننشال تایمز و سیدنی مورنینگ هرالد اشاره کرد. بوچانی با آرش کمالی سروستانی فیلم چوکا، الان ساعت چنده؟ را در سال ۲۰۱۷ کارگردانی کرده است. همچنین در مستند قایق‌ها را متوقف کنید   ساخته سایمون کورین  به‌عنوان بازیگر حضور داشته است.

### امید توفیقیان
مترجم کتاب به انگلیسی، امید توفیقیان، دکترای خود را در رشته فلسفه در دانشگاه لیدن گرفته و هم‌اکنون پژوهشگر دانشگاه سیدنی است. او نوشته‌ها و فایل‌های صوتی بهروز بوچانی را به زبان انگلیسی برگردان و ویرایش می‌کرده است.

## انتشار کتاب

### در استرالیا
کتاب توسط انتشارات پیکادور استرالیا در تاریخ ۱۳ ژوئیه ۲۰۱۸ در ۴۱۶ صفحه منتشر شده است.

### در ایران
در اردیبهشت ۱۳۹۹ نشر چشمه، کتاب صوتی رفیقی نه مگر کوهستان را با صدای نوید محمدزاده به بازار کتاب ایران عرضه کرد. انتشار این کتاب در ایران با اجازه خود بهروز بوچانی بود.
نشر چشمه همچنین نسخه چاپی این کتاب را نیز به فارسی برگردان کرده و خود بوچانی، بر ویرایش آن نظارت کرده است. بوچانی، بخش‌هایی از این ویرایش کتاب را به صلاحدید خود حذف کرده است. این نسخه چاپی، در مدت کوتاهی به‌چاپ چهاردهم رسید.

### ترجمه به کُردی
همچنین هاشم احمدزاده این کتاب را به زبان کُردی (کرمانجی میانی) ترجمه کرد که در سال ۲۰۱۹ توسط انتشارات ارزان در سوئد چاپ شد و در سال ۱۳۹۸ نیز از سوی نشر رونیکا در ایران به‌چاپ رسید.

## بازخورد
این اثر در سال ۲۰۱۹ برنده جوایز ویکتوریا برای ادبیات و ویکتوریا برای آثار غیرداستانی شده و بهترین کتاب سال ۲۰۱۸ شناخته شد.